# Bradley Nkoana
Bradley Nkoana (* 27. Januar 2005) ist ein südafrikanischer Leichtathlet, der sich auf den Sprint spezialisiert hat. Mit der südafrikanischen 4-mal-100-Meter-Staffel gewann er 2024 in Paris die Silbermedaille bei den Olympischen Spielen.

## Sportliche Laufbahn
Erste Erfahrungen bei internationalen Meisterschaften sammelte Bradley Nkoana bei den World Athletics Relays 2024 in Nassau, bei denen er mit der südafrikanischen 4-mal-100-Meter-Staffel in der 2. Qualifikationsrunde in 38,08 s siegte und damit dem Team einen Startplatz bei den Olympischen Spielen in Paris sicherte. Anschließend schied er bei den Afrikameisterschaften in Douala mit 10,30 s im Halbfinale im 100-Meter-Lauf aus und kam im Staffelbewerb im Finale nicht ins Ziel. Im August gewann er bei den Olympischen Sommerspielen in Paris mit neuem Afrikarekord von 37,57 s im Finale gemeinsam mit Bayanda Walaza, Shaun Maswanganyi und Akani Simbine die Silbermedaille hinter dem kanadischen Team. Anschließend gewann er bei den U20-Weltmeisterschaften in Lima in 10,26 s die Bronzemedaille über 100 Meter und wurde mit der Staffel im Vorlauf disqualifiziert.

## Persönliche Bestzeiten
- 100 Meter: 10,03 s (+1,9 m/s), 14. Juli 2024 in La Chaux-de-Fonds (südafrikanischer U20-Rekord)
- 60 Meter: 6,64 s (−0,9 m/s), 6. Februar 2024 in Potchefstroom
- 200 Meter: 20,88 s (+1,9 m/s), 2. März 2024 in Potchefstroom